# Derretimento nuclear

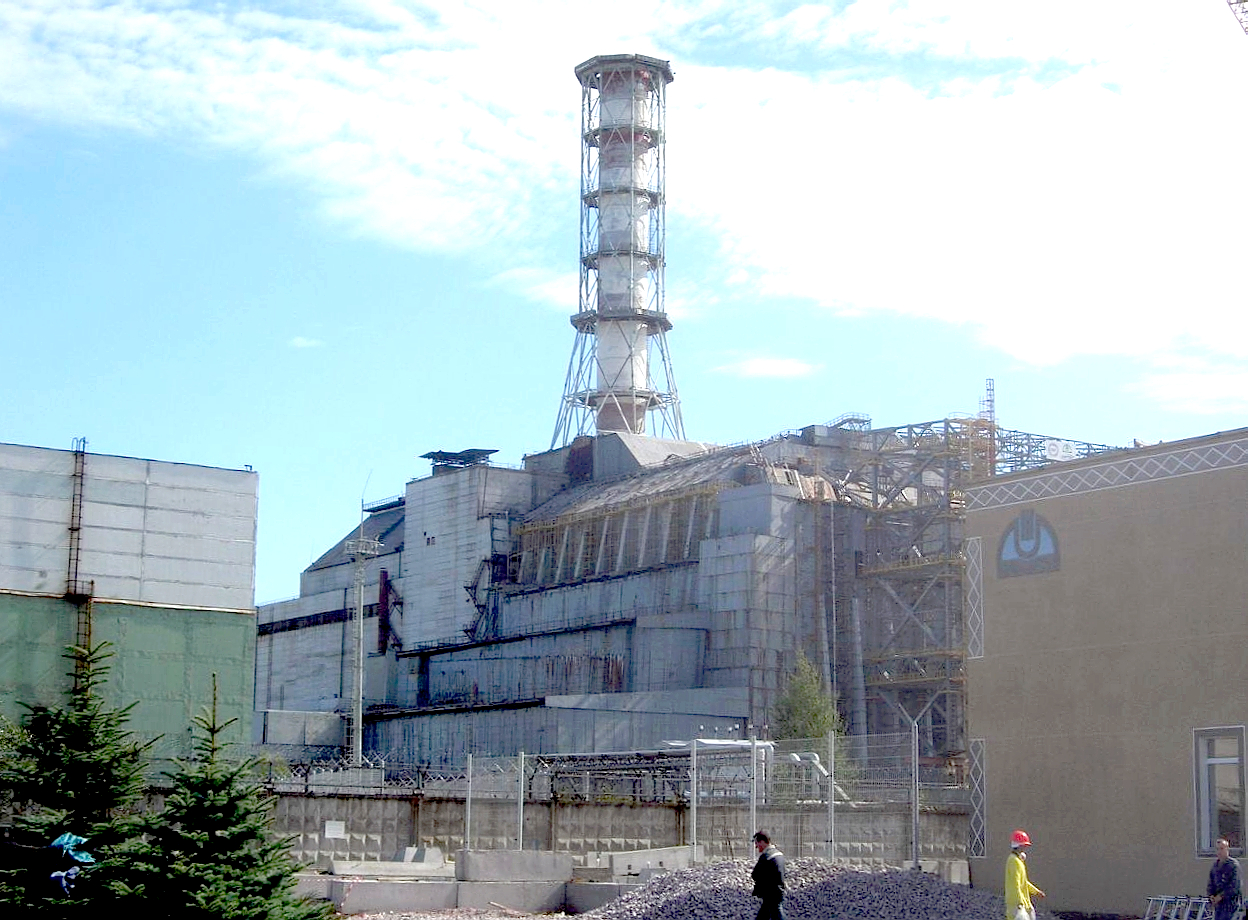
O "sarcófago" que abriga o reator 4 da usina nuclear de Chernobyl, construído para conter a radiação liberada pelo acidente.

O derretimento nuclear ou fusão do núcleo ocorre quando o núcleo de um reator nuclear deixa de ser apropriadamente controlado e resfriado devido a falhas no sistema de controle ou no sistema de segurança nuclear, fazendo com que estruturas de combustível do reator (contendo urânio ou plutônio e produtos de fissão altamente radioativos) comecem a sobreaquecer e a derreter-se. Um derretimento nuclear é considerado um acidente nuclear sério pois pode provocar a destruição de um ou mais dos sistemas de contenção, liberando produtos altamente radioativos para o meio ambiente.
Vários derretimentos nucleares de diferentes magnitudes ocorreram durante a história das operações nucleares civis e militares, envolvendo desde danos no núcleo do reator até a sua completa destruição. Em alguns casos foram necessários reparos extensivos ou descomissionamento do reator nuclear. Nos casos mais extremos, como o Desastre de Chernobyl, foram causadas mortes e foi necessária a evacuação quase permanente de civis de uma grande área.

## Causas
As usinas nucleares geram eletricidade por meio de fluido de aquecimento através de uma reação nuclear para acionar um gerador. Se o calor dessa reação não for removido adequadamente, os conjuntos de combustível em um núcleo de reator podem derreter. Um incidente de dano ao núcleo pode ocorrer mesmo depois que um reator é desligado, porque o combustível continua a produzir calor de decomposição.
Um acidente de dano ao núcleo é causado pela perda de resfriamento suficiente para o combustível nuclear dentro do núcleo do reator. A razão pode ser um de vários fatores, incluindo um acidente de perda de controle de pressão, um acidente de perda de líquido de arrefecimento (LOCA), uma excursão de energia descontrolada ou, em reatores sem vaso de pressão, um incêndio dentro do núcleo do reator. Falhas nos sistemas de controle podem causar uma série de eventos que resultam em perda de refrigeração. Os princípios de segurança contemporâneos de defesa em profundidade garantem que várias camadas de sistemas de segurança estejam sempre presentes para tornar tais acidentes improváveis.
O edifício de contenção é a última de várias salvaguardas que impedem a libertação de radioatividade para o ambiente. Muitos reatores comerciais estão contidos dentro de uma estrutura de concreto pré-tensionada de 1,2 a 2,4 metros (3,9 a 7,9 pés) de espessura, reforçada com aço e hermética que pode resistir a ventos com força de furacão e terremotos severos.
- Em um acidente de perda de refrigerante, ocorre a perda física de refrigerante (que normalmente é água deionizada, um gás inerte, NaK ou sódio líquido) ou a perda de um método para garantir uma taxa de fluxo suficiente do refrigerante. Um acidente com perda de líquido de arrefecimento e um acidente com perda de controle de pressão estão intimamente relacionados em alguns reatores. Em um reator de água pressurizada, um LOCA também pode causar a formação de uma "bolha de vapor" no núcleo devido ao aquecimento excessivo do líquido de arrefecimento parado ou pelo subsequente acidente de perda de controle de pressão causado por uma rápida perda de líquido de arrefecimento. Em um acidente de perda de circulação forçada, os circuladores de um reator refrigerado a gás (geralmente turbinas movidas a motor ou vapor) não conseguem circular o refrigerante a gás dentro do núcleo, e a transferência de calor é impedida por essa perda de circulação forçada, embora a circulação natural através da convecção mantenha o combustível resfriado enquanto o reator não for despressurizado.
- Em um acidente de controle de perda de pressão, a pressão do líquido de arrefecimento confinado fica abaixo da especificação sem os meios para restaurá-la. Em alguns casos, isso pode reduzir a eficiência de transferência de calor (ao usar um gás inerte como refrigerante), e em outros pode formar uma "bolha" isolante de vapor ao redor dos conjuntos de combustível (para reatores de água pressurizada). Neste último caso, devido ao aquecimento localizado da "bolha de vapor" devido ao calor de decaimento, a pressão necessária para colapsar a "bolha de vapor" pode exceder as especificações de projeto do reator até que o reator tenha tido tempo de esfriar. (Este evento é menos provável de ocorrer em reatores de água fervente, onde o núcleo pode ser deliberadamente despressurizado para que o sistema de resfriamento do núcleo de emergência possa ser ligado). Em uma falha de despressurização, um reator refrigerado a gás perde pressão de gás dentro do núcleo, reduzindo a eficiência da transferência de calor e representando um desafio para o resfriamento do combustível; No entanto, enquanto pelo menos um circulador de gás estiver disponível, o combustível será mantido refrigerado. [1][2][3][4][5][6]
- Em um acidente de excursão de energia descontrolada, um aumento repentino de energia no reator excede as especificações de projeto do reator devido a um aumento repentino na reatividade do reator. Uma excursão de potência descontrolada ocorre devido à alteração significativa de um parâmetro que afeta a taxa de multiplicação de nêutrons de uma reação em cadeia (exemplos incluem ejetar uma haste de controle ou alterar significativamente as características nucleares do moderador, como por resfriamento rápido). Em casos extremos, o reator pode prosseguir para uma condição conhecida como pronta crítica. Este é especialmente um problema em reatores que têm um coeficiente de reatividade de vazio positivo, um coeficiente de temperatura positivo, são supermoderados ou podem reter quantidades excessivas de produtos de fissão deletérios dentro de seu combustível ou moderadores. Muitas dessas características estão presentes no projeto do RBMK, e o desastre de Chernobyl foi causado por tais deficiências, bem como por negligência grave do operador. Os reatores ocidentais de água leve não estão sujeitos a grandes excursões de energia descontroladas porque a perda de refrigerante diminui, em vez de aumentar, a reatividade do núcleo (um coeficiente de vazio negativo de reatividade); "transitórios", como são chamadas as pequenas flutuações de energia dentro dos reatores de água leve ocidentais, são limitados a aumentos momentâneos na reatividade que diminuirão rapidamente com o tempo (aproximadamente 200%-250% da potência máxima de nêutrons por alguns segundos no caso de uma falha completa de desligamento rápido combinada com um transiente).
- Incêndios baseados em núcleo colocam em risco o núcleo e podem causar o derretimento dos conjuntos de combustível. Um incêndio pode ser causado pela entrada de ar em um reator moderado a grafite ou em um reator resfriado por sódio líquido. O grafite também está sujeito ao acúmulo de energia de Wigner, que pode superaquecer o grafite (como aconteceu no incêndio de Windscale). Os reatores de água leve não têm núcleos inflamáveis ou moderadores e não estão sujeitos a incêndios de núcleo. Reatores civis refrigerados a gás, como os reatores do tipo Magnox, UNGG e AGCR, mantêm seus núcleos cobertos com gás dióxido de carbono não reativo, que não suporta fogo. Os reatores civis modernos refrigerados a gás usam hélio, que não pode queimar, e têm combustível que pode suportar altas temperaturas sem derreter (como o Reator Refrigerado a Gás de Alta Temperatura e o Reator Modular de Leito de Seixo).[1][2][3][4][5][6]
- Falhas bizantinas e falhas em cascata nos sistemas de instrumentação e controle podem causar sérios problemas na operação do reator, potencialmente levando a danos no núcleo se não forem mitigados. Por exemplo, o incêndio da Browns Ferry danificou os cabos de controle e exigiu que os operadores da usina ativassem manualmente os sistemas de resfriamento. O acidente de Three Mile Island foi causado por uma válvula de alívio de pressão operada por piloto presa combinada com um medidor de nível de água enganoso que enganou os operadores do reator, o que resultou em danos no núcleo.

## Efeitos
Os efeitos de uma fusão nuclear dependem dos recursos de segurança projetados em um reator. Um reator moderno é projetado tanto para tornar improvável um derretimento, quanto para conter um, caso ocorra.
Em um reator moderno, uma fusão nuclear, seja parcial ou total, deve ser contida dentro da estrutura de contenção do reator. Assim, (supondo que não ocorram outros grandes desastres), enquanto o colapso danificará severamente o próprio reator, possivelmente contaminando toda a estrutura com material altamente radioativo, um colapso por si só não deve levar a uma liberação significativa de radioatividade ou perigo para o público. 
Um colapso nuclear pode fazer parte de uma cadeia de desastres. Por exemplo, no acidente de Chernobyl, quando o núcleo derreteu, já tinha havido uma grande explosão de vapor e fogo de grafite, e uma grande liberação de contaminação radioativa. Antes de uma fusão, os operadores podem reduzir a pressão no reator liberando vapor radioativo para o meio ambiente. Isso permitiria que a água de resfriamento fresca fosse injetada com a intenção de evitar um colapso.

## Projeto do reator
Embora os reatores de água pressurizada sejam mais suscetíveis à fusão nuclear na ausência de medidas de segurança ativa, esta não é uma característica universal dos reatores nucleares civis. Grande parte da pesquisa em reatores nucleares civis é para projetos com recursos de segurança nuclear passiva que podem ser menos suscetíveis a derretimento, mesmo que todos os sistemas de emergência falhem. Por exemplo, os reatores de leito de seixos são projetados para que a perda completa de líquido de arrefecimento por um período indefinido não resulte no superaquecimento do reator. A General Electric ESBWR e a Westinghouse AP1000 têm sistemas de segurança ativados passivamente. O reator CANDU tem dois sistemas de água de baixa temperatura e baixa pressão ao redor do combustível (ou seja, moderador e tanque de proteção) que atuam como dissipadores de calor de reserva e impedem derretimentos e cenários de violação do núcleo. Os reatores alimentados a líquido podem ser interrompidos drenando o combustível para a tancagem, o que não só evita uma maior fissão, mas também retira o calor de decaimento estaticamente, e retirando os produtos de fissão (que são a fonte de aquecimento pós-desligamento) de forma incremental. O ideal é ter reatores à prova de falhas através da física, em vez de através de sistemas de segurança redundantes ou intervenção humana.
Certos projetos de reatores de reprodução rápida podem ser mais suscetíveis à fusão do que outros tipos de reatores, devido à sua maior quantidade de material físsil e ao maior fluxo de nêutrons dentro do núcleo do reator. Outros projetos de reatores, como o Integral Fast Reactor modelo EBR II, foram explicitamente projetados para serem imunes à fusão. Ele foi testado em abril de 1986, pouco antes da falha de Chernobyl, para simular a perda de energia de bombeamento do líquido de arrefecimento, desligando a energia para as bombas primárias. Conforme projetado, ele se desligou, em cerca de 300 segundos, assim que a temperatura subiu a um ponto projetado como mais alto do que a operação adequada exigiria. Isso estava bem abaixo do ponto de ebulição do refrigerante de metal líquido não pressurizado, que tinha capacidade de resfriamento totalmente suficiente para lidar com o calor da radioatividade do produto de fissão, por convecção simples. O segundo teste, o desligamento deliberado do circuito de refrigeração secundário que alimenta os geradores, fez com que o circuito primário sofresse o mesmo desligamento seguro. Este teste simulou o caso de um reator refrigerado a água perder seu circuito de turbina a vapor, talvez por um vazamento.

## Síndrome da China
A síndrome de China (acidente de perda de líquido de arrefecimento) é um acidente de operação de reator nuclear caracterizado pelo derretimento severo dos componentes centrais do reator, que então queimam através do vaso de contenção e do edifício de habitação, em seguida, (figurativamente) através da crosta e corpo da Terra até chegar à extremidade oposta, presumindo-se estar na "China". (os antípodas dos EUA continentais estão, de fato, localizados no Oceano Índico, não na China) O fraseado é metafórico; não há como um núcleo penetrar na espessura de vários quilômetros da crosta terrestre e, mesmo que derretesse para o centro da Terra, não viajaria de volta para cima contra a força da gravidade. Além disso, qualquer túnel atrás do material seria fechado por imensa pressão litostática.

### História
O projeto do sistema das usinas nucleares construídas no final da década de 1960 levantou a preocupação de que um grave acidente no reator poderia liberar grandes quantidades de materiais radioativos na atmosfera e no meio ambiente. Em 1970, havia dúvidas sobre a capacidade do sistema de resfriamento do núcleo de emergência para lidar com os efeitos de um acidente de perda de líquido de arrefecimento e o consequente derretimento do núcleo de combustível.  Em 1971, no artigo Thoughts on Nuclear Plumbing, o ex-físico nuclear do Projeto Manhattan (1942-1946) Ralph Lapp usou o termo "síndrome da China" para descrever uma possível queima, após um acidente de refrigeração da perda das hastes de combustível nuclear e componentes do núcleo derretendo as estruturas de contenção, e a subsequente fuga de radioativos material(is) na atmosfera e no ambiente; a hipótese derivou de um relatório de 1967 de um grupo de físicos nucleares, liderado por W. K. Ergen. No evento, o hipotético acidente nuclear de Lapp foi adaptado cinematograficamente como The China Syndrome (1979).
O verdadeiro susto, no entanto, veio de uma citação no filme de 1979 The China Syndrome, que afirmava: "Ele derrete pelo fundo da planta – teoricamente para a China, mas é claro, assim que atinge a água subterrânea, explode na atmosfera e envia nuvens de radioatividade. O número de pessoas mortas dependeria de como o vento estava soprando, tornando uma área do tamanho da Pensilvânia permanentemente inabitável." A ameaça real disso foi testada apenas 12 dias após o lançamento do filme, quando um colapso na Usina 2 de Three Mile Island 2 (TMI-2) da Pensilvânia criou um núcleo derretido que se moveu 15 milímetros (0,59 polegadas) em direção à "China" antes que o núcleo congelasse no fundo do vaso de pressão do reator.  Assim, o combustível do reator TMI-2 e os produtos de fissão romperam as barras de combustível, mas o núcleo derretido em si não quebrou a contenção do vaso do reator. 
Uma preocupação semelhante surgiu durante o desastre de Chernobyl. Depois que o reator foi destruído, uma massa de cório líquido do núcleo de fusão começou a romper o piso de concreto do vaso do reator, que estava situado acima da piscina de borbulhas (um grande reservatório de água para bombas de emergência e para conter qualquer ruptura da tubulação de vapor). Uma explosão de vapor do cório quente fazendo contato com a água teria liberado mais materiais radioativos no ar. Devido aos danos do acidente, três trabalhadores da estação operaram manualmente as válvulas necessárias para drenar essa piscina, e imagens posteriores da massa de cório no porão da piscina de borbulhas reforçaram a prudência de sua ação.